# Marcillac-la-Croisille
Marcillac-la-Croisille település Franciaországban, Corrèze megyében. Lakosainak száma 853 fő (2022. január 1.). Marcillac-la-Croisille Bassignac-le-Haut, Champagnac-la-Noaille, Gros-Chastang, Lafage-sur-Sombre, Saint-Merd-de-Lapleau és Saint-Pardoux-la-Croisille községekkel határos.

## Népesség
A település népességének változása:
| Lakosok száma | 907  | 777  | 787  | 827  | 855  | 816  | 794  | 784  | 807  | 853  |
|               | 1968 | 1982 | 1990 | 2006 | 2013 | 2015 | 2017 | 2019 | 2020 | 2022 |